# Куп Босне и Херцеговине у одбојци
Куп Босне и Херцеговине је национални одбојкашки куп Босне и Херцеговине, који се одржава од 1994. у организацији Рукометног савеза Босне и Херцеговине.

## Историја
У периоду од 1994. до 2001. године постојала су три одвојена савеза са седиштима у Сарајеву, Бањалуци и Мостару, која су организовала засебне купове, иако је ЦЕВ признавао само оно са седиштем у Сарајеву. Од 2001. године куп се игра на територији целе Федерације БиХ, док је Одбојкашки савез Републике Српске организовао посебно такмичење Куп Републике Српске. Од 2005. године Куп Босне и Херцеговине играју сви клубови са територије целе Босне и Херцеговине, укључујући и клубове из Републике Српске.

### Куп Босне и Херцеговине (1994-2005)
| Сезона   | Победник           | Резултат | Финалиста |
| -------- | ------------------ | -------- | --------- |
| 1994.    | ОК Какањ           |          |           |
| 1994/95. | ОК Какањ           |          |           |
| 1995/96. | ОК Какањ           |          |           |
| 1996/97. | ОК Какањ           |          |           |
| 1997/98. | ОК Синпос Сарајево |          |           |
| 1998/99. | ОК Синпос Сарајево |          |           |
| 1999/00. | ОК Брчко           |          |           |
| 2000/01. | ОК Какањ           |          |           |
| 2001/02. | ОК Какањ           |          |           |
| 2002/03. | ОК Какањ           |          |           |
| 2003/04. | ОК Какањ           | 3:0      | ОК Брчко  |
| 2004/05. | ОК Босна Сарајево  | 3:0      | ОК Какањ  |

### Куп Босне и Херцеговине
| Сезона   | Победник                                   | Резултат                                   | Финалиста                                  |                                            |
| -------- | ------------------------------------------ | ------------------------------------------ | ------------------------------------------ | ------------------------------------------ |
| 2005/06  | ОК Какањ                                   | 3:1                                        | ОК Модрича Оптима                          |                                            |
| 2006/07. | ОК Модрича Оптима                          | 3:1                                        | ОК Напредак Оџак                           |                                            |
| 2007/08. | ОК Какањ                                   | 3:1                                        | ОК Напредак Оџак                           |                                            |
| 2008/09. | ОК Какањ                                   | 3:1                                        | ОК Напредак Оџак                           |                                            |
| 2009/10. | ОК Какањ                                   | 3:0                                        | МОК Брчко-Јединство                        |                                            |
| 2010/11. | ОК Какањ                                   | 3:0                                        | ОК Младост Брчко                           |                                            |
| 2011/12. | ОК Какањ                                   | 3:0                                        | ОК Модрича Оптима                          |                                            |
| 2012/13. | МОК Јединство Брчко                        | 3:0                                        | ОК Босна Калесија                          |                                            |
| 2013/14. | ОК Младост Брчко                           | 3:2                                        | МОК Јединство Брчко                        |                                            |
| 2014/15. | ОК Младост Брчко                           | 3:0                                        | ОК Радник Бијељина                         |                                            |
| 2015/16. | ОК Младост Брчко                           | 3:0                                        | ОК Какањ                                   |                                            |
| 2016/17. | ОК Младост Брчко                           | 3:1                                        | ХОК Домаљевац                              |                                            |
| 2017/18. | ОК Младост Брчко                           | 3:0                                        | ОК Борац Бања Лука                         |                                            |
| 2018/19. | ОК Младост Брчко                           | 3:0                                        | ОК Какањ                                   |                                            |
| 2019/20. | Отказано због пандемије ковида 19 у Европи | Отказано због пандемије ковида 19 у Европи | Отказано због пандемије ковида 19 у Европи | Отказано због пандемије ковида 19 у Европи |
| 2020/21. | ОК Младост Брчко                           | 3:0                                        | ХОК Домаљевац                              |                                            |
| 2021/22. | ОК Младост Брчко                           | 3:1                                        | ХОК Домаљевац                              |                                            |
| 2022/23. | ОК Радник Бијељина                         | 3:0                                        | ХОК Домаљевац                              |                                            |
| 2023/24. | ОК Радник Бијељина                         | 3:1                                        | ХОК Домаљевац                              |                                            |

## Успешност клубова
| Клуб                | Првак | Вицепрвак | Година (првак)                                                                      | Година (вицепрвак)            |
| ------------------- | ----- | --------- | ----------------------------------------------------------------------------------- | ----------------------------- |
| ОК Какањ            | 14    | (?)       | 1994, 1995, 1996, 1997, 2001, 2002, 2003, 2004, 2006, 2008, 2009, 2010, 2011, 2012. | 2005, 2016, 2019.             |
| ОК Младост Брчко    | 8     | 1         | 2014, 2015, 2016, 2017, 2018, 2019, 2021, 2022.                                     | 2011.                         |
| ОК Радник Бијељина  | 2     | 1         | 2023, 2024.                                                                         | 2015.                         |
| ОК Синпос Сарајево  | 2     | (?)       | 1998, 1999.                                                                         |                               |
| ОК Модрича Оптима   | 1     | 2         | 2007.                                                                               | 2006, 2012.                   |
| МОК Јединство Брчко | 1     | 2         | 2013.                                                                               | 2010, 2014.                   |
| ОК Босна Сарајево   | 1     | (?)       | 2005.                                                                               |                               |
| ОК Брчко            | 1     | (?)       | 2000.                                                                               | 2004.                         |
| ХОК Домаљевац       | —     | 5         | —                                                                                   | 2017, 2021, 2022, 2023, 2024. |
| ОК Напредак Оџак    | —     | 3         | —                                                                                   | 2007, 2008, 2009.             |
| ОК Босна Калесија   | —     | 1         | —                                                                                   | 2013.                         |
| ОК Борац Бања Лука  | —     | 1         | —                                                                                   | 2018.                         |